# Padang Kawa
Padang Kawa is een bestuurslaag in het regentschap Aceh Barat Daya van de provincie Atjeh, Indonesië. Padang Kawa telt 643 inwoners (volkstelling 2010).